# Walt Disney Television (productora)
Walt Disney Television fue el nombre de la división de producción de televisión de The Walt Disney Company. Las producciones televisivas de Walt Disney Television se transmitían en su mayoría en Disney Channel, Disney Junior, Disney XD, ABC.
Hoy en día, la mayoría de las producciones de Walt Disney Television son series de animación que se producen a través del grupo Walt Disney Television, la última serie de acción en directo producida por WDTV fue Smart Guy que se desarrolló durante tres temporadas de 1997 a 1999 en la ahora difunta The WB. 

## Antecedentes
Mientras que inicialmente no hubo interés en la televisión en la década de 1930, Walt Disney cambió de parecer viendo la televisión al menos como una herramienta de promoción. La mayoría de los estudios estaban generando ingresos vendiendo su derecho de televisión permanente en las películas realizadas antes de 1948, mientras que Disney se aferraba a los derechos cinematográficos de la compañía. Así, Walt Disney Productions fue la primera de la industria cinematográfica, que vio a la televisión como un adversario, para entrar en el campo de producción de televisión. Disney Productions hizo una especial de una hora en el día de Navidad de 1950 para NBC y luego en 1951 para CBS. Los especiales usaron películas de Disney, cortometrajes y promovieron la próxima película de Alice in Wonderland. Ambos especiales tenía excelentes calificaciones. Las redes siguieron a Disney para hacer una serie completa para ellos. Disney usó este interés en una serie de Disney para solicitar fondos para Disneyland. El episodio "Operación submarina" dio a Disney su primer Premio Emmy. La serie rápidamente se convirtió en la primera serie de ABC para alcanzar los veinte primeros pues en las calificaciones
La entrada de Disney en la TV afectó la industria de la televisión, ya que la demostración de la antología de Disney marcó un paso de la entrega en vivo a la televisión de programas de televisión. Filming hizo posible un mayor valor de producción. Además, un par de los principales estudios cinematográficos copiaron el formato del espectáculo con MGM Parade y Warner Bros. Presents. Ambos programas no duraron. 
Con los episodios de la serie Davy Crockett generando una alta venta de mercancía, Disney Productions produjo The Mickey Mouse Club, el primer programa de televisión para la audiencia juvenil y diario de la tarde.

## Historia
Se formó en 1983, como la división de televisión de Walt Disney Pictures Television Division, el nombre fue acortado más tarde a Walt Disney Pictures Television en 1986 y más tarde acortado a Walt Disney Television en 1988. Hasta 1983, demostraciones de Disney fueron emitidas bajo bandera de la casa matriz, entonces nombrado Walt Disney Productions..
En agosto de 1994, con la salida de Disney Studios de Jeffrey Katzenberg, su negocio de entretenimiento filmado, Disney Studios, se dividió en dos, con Walt Disney Motion Pictures realizando las películas y la recién creada Walt Disney Television and Telecommunications.
Cuando Walt Disney Productions se fusionó con Capital Cities/ABC, Disney Television formó parte del grupo con Walt Disney Television and Telecommunications (WDTT).. Con la jubilación del presidente del grupo WDTT, Dennis Hightower, en abril de 1996, y la reorganización posterior a la fusión, Disney TV (junto con su unidad de animación) fue transferida de nuevo a los estudios Walt Disney.
Al salir de su presidente Dean Valentine en septiembre de 1997, se dividió en dos unidades nuevamente: Walt Disney Television (WDT) y Walt Disney Network Television (WDNT). En marzo de 1998, Walt Disney Network TV se renombró como Buena Vista TV Productions, un grupo recién formado bajo el presidente Lloyd Braun, junto con Touchstone Televisión.
A finales de 1999, Walt Disney Television Studio (también llamado Buena Vista Television Group o Buena Vista Television Productions), fueron trasladados de los Estudios Disney a ABC Television Network para fusionarse con la división ABC, ABC Entertainment, para formar ABC Entertainment Television Group. También Walt Disney Television Studio cambió su nombre a Touchstone Television (posteriormente renombrado como ABC Studios).

## Nombres
- Walt Disney Productions Television Division (1983)
- Walt Disney Pictures Television Division (1983-1985)
- Walt Disney Pictures Television (1985-1988)
- Walt Disney Television (1985-2003)
- Walt Disney Pictures and Television (1988-2007)